# Вилхелм V Баварски
Вилхелм V Благочестиви (на немски: Wilhelm V. der Fromme; * 29 септември 1548, Ландсхут; † 7 февруари 1626, Шлайсхайм до Мюнхен) от династията Вителсбахи, е херцог на Бавария от 1579 до 4 февруари 1598 г., когато абдикира в полза на сина си Максимилиан I.

## Произход и брак
Той е вторият син на херцог Албрехт V и ерцхерцогиня Анна Австрийска (1528 – 1590), дъщеря на император Фердинанд I и принцеса Анна Ягелонина от Бохемия и Унгария, дъщеря на унгарския крал Владислав II.
На 22 февруари 1568 г. Вилхелм V се жени в Мюнхен за принцеса Рената от Лотарингия (1544 – 1602), дъщеря на херцог Франц I от Лотарингия и Кристина Датска, дъщеря на крал Кристиан II от Дания. Голямата сватба е празнувана в резиденцията на баща му в Мюнхен 18 дена. Празничната музика е композирана от Орландо ди Ласо. След това двойката се връща обратно в Ландсхут.
- Вилхелм V и съпругата му Рената
- Сватбата на Вилхелм V и Рената Лотарингска 
(от Николаус Солис, Мюнхен 1568)

## Управление
Вилхелм става херцог на Бавария след смъртта на баща си през 1579 г. и се мести със съпругата си в Мюнхенската резиденция. През 1583 г. той се включва в Кьолнската война между Кьолн и Бавария, след като кьолнският архиепископ става протестант. След успешното завършване на войната, която струвала 700 000 гулдена, всички кьолнски курфюрсти и архиепископи се излъчват от редовете на Вителсбахите до 1761 г.
Вилхелм V построява в Мюнхен йезуитски манастир и от 1583 г. църквата „Свети Михаил“.
През 1587 г. той си осигурява монопола върху търговията със сол от Райхенхал за сметка на град Мюнхен. През 1589 г. Вилхелм започва да строи бирарията „Хофбройхаус“.
От 1594 г. херцогът започва да подготвя най-големия си син Максимилиан за управлението и на 4 февруари 1598 г. се отказва от властта. Той оставя за себе си годишен апанаж от 60 000 гулдена и се оттегля със съпругата си в новопостроения замък Вилхелминска Весте (Максбург) в Мюнхен на площад „Ленбах“.
Вилхелм V умира на 7 февруари 1626 г. и е погребан в църквата „Свети Михаил“ в Мюнхен.

## Деца
Вилхелм V и Рената от Лотарингия имат 10 деца:
- Кристоф (*/† 1570)
- Кристина (1571 – 1580)
- Максимилиан I (1573 – 1651)

1. ∞ 1595 принцеса Елизабета Рената от Лотарингия (1574 – 1635)
2. ∞ 1635 принцеса Мария Анна Австрийска (1610 – 1665)

- Мария Анна Баварска (1574 – 1616) ∞ 1600 ерцхерцог Фердинанд II от Австрия, по-късно император
- Филип Баварски (1576 – 1598), кардинал и княз-епископ на Регенсбург
- Фердинанд Баварски (1577 – 1650), курфюрст на Кьолн, княз-епископ на Лиеж
- Eлеонора Магдалена (1578 – 1579)
- Карл (1580 – 1587)
- Албрехт VI (1584 – 1666) ∞ 1612 за принцеса Мехтхилд фон Лойхтенберг (1588 – 1634)
- Магдалена Баварска (1587 – 1628) ∞ 1613 херцог Волфганг Вилхелм от Нойбург